# Research Machines Nimbus PC
Research Machines Nimbus PC (Nimbus PC) је професионални рачунар фирме Research Machines који је почео да се производи у Уједињеном Краљевству током 1985. године.
Користио је AMD 80186 микропроцесорску јединицу а RAM меморија рачунара је имала капацитет од 192 KB, до 1 MB. 
Као оперативни систем кориштена је посебна верзија MS-DOS 3.1.

## Детаљни подаци
Детаљнији подаци о рачунару Nimbus PC су дати у табели испод.
|                       |                                                         |
| [ 1 ]                 |                                                         |
| Произвођач            |                                                         |
| Тип                   | професионални рачунар                                   |
| Меморија              | 192 KB, до 1 MB                                         |
| Поријекло             | Уједињено Краљевство                                    |
| Година                | 1985                                                    |
| Тастатура             | PC стил са 10 функцијских тастера и нумеричка тастатура |
| Процесор              |                                                         |
| Фреквенција процесора | 10                                                      |
| RAM                   | 192 KB, до 1 MB                                         |
| ROM                   | 16 KB                                                   |
| Текст                 | 40 или 80 стубова x 25 линија                           |
| Графика               | 320 x 250 (16 боја), 640 x 350 (4 боје)                 |
| Боја                  | 16                                                      |
| Звук                  | 3 гласа, 8 октава + бијели шум (AY-8910 коло)           |
| Димензије             | 13 x 7 инча                                             |
| Портови               |                                                         |
| Оперативни систем     | посебна верзија                                         |